# 薛乐
薛乐（1980年4月23日—），现为广东广播电视台节目主持。毕业于中山大学中国语言文学系，2005年入行，曾获得多次奖项。2012年参与广东十佳明星主持人大赛，在比赛获得亚军。
薛乐曾担任电视节目《今日关注》及《新闻最前线》主持人。2015年，薛乐离开《今日关注》主播岗位。
薛乐已婚，妻子是同为广东广播电视台的节目主持刘颖婷，两人于2011年结婚。